# Нижняя Кузгунча
 Нижняя Кузгунча (тат. Түбән Козгынчы; Чыршы арты) — село в Мамадышском районе Татарстана. Входит в состав Олуязского сельского поселения.

## География
Находится в северной части Татарстана на расстоянии приблизительно 22 км на северо-запад по прямой от районного центра города Мамадыш у речки Шия.

## История
Известно с 1619 года как деревня Кулгунча. В начале XX века уже действовала мечеть.
В «Списке населенных мест по сведениям 1859 года», изданном в 1866 году, населённый пункт упомянут как казённая деревня Нижние Кузгунчи (Чирчартына) 2-го стана Мамадышского уезда Казанской губернии. Располагалась при речке Уське, по правую сторону Кукморского торгового тракта, в 28 верстах от уездного города Мамадыша и в 18 верстах от становой квартиры в казённой деревне Ахманова (Ишкеево). В деревне, в 49 дворах жили 307 человек (153 мужчины и 154 женщины), была мечеть.

## Население
Постоянных жителей было: в 1859 году — 289, в 1897—541, в 1908—695, в 1920—676, в 1926—650, в 1949—469, в 1958—577, в 1970—501, в 1979—435, в 1989—344, в 2002 году 343 (татары 100 %), в 2010 году 282.